# Rugby Monza 1949
L'Associazione sportiva dilettantistica Rugby Monza 1949 è una società rugbistica italiana di Monza.
Costituita nel 1949 come A.S. Rugby Monza, militò nella massima divisione nazionale per quattro volte nella seconda metà degli anni cinquanta, dalla stagione 1956-57 a quella 1959-60.

## Storia
Il 5 settembre 1949 un gruppo di ragazzi appassionati della palla ovale fondarono l'Associazione Sportiva Rugby Monza, iscrivendo la prima formazione al campionato nazionale di serie C il 9 ottobre. In occasione del primo incontro ufficiale che ebbe sede a Milano, la squadra indossò per la prima volta una divisa di colore bianco e rosso, i futuri colori sociali del club.
Nel 1951 lo Sport Club Mirabello, società di hockey su pista, accolse il rugby nel proprio sodalizio e l'A.S. Monza Rugby integrò il nero ai propri colori sociali. In quegli anni iniziò ad allenare Adriano Chiolo, al quale ancora oggi è intitolato il centro sportivo da sempre casa del club rugbistico.
Nel 1952 la formazione venne promossa in serie B e dopo quattro stagioni centrò l'accesso in Serie A classificandosi in 2ª posizione nel campionato di serie B 1955-56. Durante la prima stagione in massima serie, la CIF Petroli Monza arrivò quarta nel girone B dietro a CUS Torino e Treviso ed Alessandria. Poi il 5º posto nel girone C del 1957-58; nel 1958-59 la squadra disputò la prima parte di stagione regolare piazzandosi seconda nel girone A, ma senza ripetersi durante il girone di ritorno, mancando di una posizione l'accesso ai play-off scudetto. Il 1959-60 fu l'ultima stagione di massima divisione, culminata con la retrocessione in serie B.
Dagli anni sessanta il club disputò stagioni altalenanti tra serie B e C; nel 1968 l'A.S. Monza Rugby sospese l'attività sportiva pur rimanendo affiliata alla Federazione Italiana Rugby. Tre anni più tardi, nel 1971-72 il club iscrisse nuovamente la squadra in serie C, centrando immediatamente la promozione. Il campionato 1974-75 fu l'ultimo in serie B. Dalla seconda metà degli anni settanta i Biancorossi militarono tra serie C/C1, C2 (poi divenuta serie D).
Il 1989 fu l'anno in cui la mancanza di fondi portò ad un esodo di massa di giocatori ed allenatori al  Velate Rugby. Nel 1993 il club venne rifondato da Fabio Davino e Carlo Gaudino, iscrivendo il nuovo assetto societario A.S.D. Rugby Monza 1949 alla serie C2 sotto la gestione del presidente Antonio Rivolta.